# Apostolisches Vikariat Vientiane
Das Apostolische Vikariat Vientiane (lateinisch: Vicariatus Apostolicus Vientianensis) ist ein in Laos gelegenes römisch-katholisches Apostolisches Vikariat mit Sitz in Vientiane.

## Geschichte
Das Apostolische Vikariat Vientiane wurde am 14. Juni 1938 durch Papst Pius XI. aus Gebietsabtretungen der Apostolischen Präfektur Laos als Apostolische Präfektur Vientiane e Luang-Prabang errichtet. Am 13. März 1952 wurde die Apostolische Präfektur Vientiane e Luang-Prabang durch Papst Pius XII. mit der Apostolischen Konstitution Est in Sanctae Sedis zum Apostolischen Vikariat erhoben und in Apostolisches Vikariat Vientiane umbenannt. Das Apostolische Vikariat Vientiane gab am 1. März 1963 Teile seines Territoriums zur Gründung des Apostolischen Vikariates Luang Prabang ab.

## Ordinarien

### Apostolische Präfekten von Vientiane e Luang-Prabang
- Giovanni Enrico Mazoyer OMI, 1938–1952

### Apostolische Vikare von Vientiane
- Etienne-Auguste-Germain Loosdregt OMI, 1952–1975
- Thomas Nantha, 1975–1984
- Jean Khamsé Vithavong OMI, 1984–2017
- Louis-Marie Ling Kardinal Mangkhanekhoun, 2017–2024
- Anthony Adoun Hongsaphong, seit 2024